# Henfstädt
Henfstädt település Németországban, azon belül Türingiában. Lakosainak száma 348 fő (2023. december 31.).

## Népesség
A település népességének változása:
| Lakosok száma | 368  | 365  | 357  | 351  | 348  |
|               | 2017 | 2019 | 2021 | 2022 | 2023 |